# Metropolia Chongqing
Metropolia Chongqing – metropolia Kościoła rzymskokatolickiego w Chińskiej Republice Ludowej. Erygowana w dniu 11 kwietnia 1946 roku. W skład metropolii wchodzi 1 archidiecezja i 7 diecezji.
W skład metropolii wchodzą:
- Archidiecezja Chongqing
  - Diecezja Chengdu
  - Diecezja Jiading
  - Diecezja Kangding
  - Diecezja Ningyuan
  - Diecezja Shunqing
  - Diecezja Suifu
  - Diecezja Wanxian